# عبدالحمید دیالمه
عبدالحمید دیالمه (۴ اردیبهشت ۱۳۳۳ – ۷ تیر ۱۳۶۰) نماینده نخستین دوره مجلس شورای اسلامی بود که در انفجار دفتر حزب جمهوری اسلامی کشته و در قم دفن شد.

## تحصیلات
دیالمه، دارای معلومات حوزوی و دانشگاهی (رشته داروسازی) تا درجه دکترا می‌باشد. او پس از گذراندن دوره دبستان و متوسطه، پس از کسب دیپلم طبیعی تحصیلات حوزوی‌اش را آغاز کرد. او از جمله علوم منطق، فلسفه و عرفان را نزد مرتضی مطهری فراگرفت. در سال ۱۳۵۲ در رشتهٔ پزشکی در دانشگاه فردوسی مشهد پذیرفته شد اما به دلیل شرکت در مبارزات انقلابی علیه حکومت پهلوی، به خاطر فشارهای مسئولان دانشگاه در رشتهٔ داروسازی ادامه تحصیل داد و در سال ۱۳۵۸ موفق به اخذ درجه دکترا از این دانشگاه شد.

## پیش از انقلاب
دیالمه در جریان فعالیت‌هایش ارتباط مستمری با افرادی چون مطهری، بهشتی و بازرگان داشت. او مجبور به زندگی مخفی در طی سال‌های ۱۳۵۲ الی ۱۳۵۶ جهت فعالیت‌های مبارزاتی با حکومت پهلوی بود.
او از ابتدای ورود به دانشگاه، اقدام به تأسیس کتابخانه اسلامی و جذب افراد مذهبی کرد. جلسات دعای کمیل توسط او برای اولین بار در سطح دانشگاه برگزار گردید و پس از مدتی در سطحی گسترده‌تر در حرم علی بن موسی الرضا ادامه یافت.
تشکیل و مدیریت گروه‌های چند نفره جهت نشر افکار اسلامی شیعی همراه با آموزشهای عقیدتی و سیاسی از کارهای تشکیلاتی دیگر او بود. او در این اثنا چندین بار توسط ساواک دستگیر شد.
در طی سال‌های ۵۵–۵۴ او ساماندهی حرکت‌های دانشجویی و مردمی را علیه رژیم عهده‌دار بود و به انسجام گروه‌های مختلف دانشجویی در زمینه مبارزاتی می‌پرداخت.

## پس از انقلاب
او پس از انقلاب به تشکیل مجمع احیاء تفکرات شیعی دست زد. او از اعضای شورای هفت نفره اولیه سپاه پاسداران انقلاب اسلامی استان خراسان بود. همچنین به‌همراه افرادی چون هاشمی نژاد، سید رضا کامیاب، عباس واعظ طبسی شورای اولیه حزب جمهوری اسلامی را در خراسان تشکیل دادند.
از فعالیت‌های او در اوایل انقلاب شرکت در جلسات مناظره و بحث با نمایندگان گروه‌های مختلف در دانشگاه و شهر بود. او از جمله افرادی بود که شدیداً با افکار گروه‌هایی چون مجاهدین خلق مخالفت می‌کرد. شدت مخالفت وی با مجاهدین خلق به حدی بود که عده ای چماق به دست با نام دیالمه در مشهد با مبلغان مجاهدین خلق درگیر می‌شدند. او همچنین از منتقدان نظرات و خط و مشی سیاسی-مذهبی بنی صدر بود. او مدت‌ها قبل از ریاست جمهوری بنی صدر نسبت به او نظر مساعدی نداشت و هیچگاه از او حمایت نکرد. او گروهی تشکیل داد تا مدارک و اسناد بر ضد بنی صدر و فعالیت‌های او را گردآوری کنند. او از جمله افرادی بود که در مجلس با ارائه مدارک جهت اثبات عدم کفایت سیاسی بنی صدر موجب عزل او شد.
سخنرانی‌های گوناگونی در شهرهای تهران، قم و مشهد داشت که پس از نمایندگی اش در مجلس گسترش یافت. تاکنون حدود ۴۰۰ ساعت از سخنرانی‌های او گردآوری شده است.
او در دوره اول مجلس شورای اسلامی از طرف مردم مشهد کاندیدا شد که مورد حمایت روحانیون قم واقع شد و به عنوان نماینده مردم مشهد انتخاب گردید. در شروع مجلس نیز عضو هیئت رئیسه سنی مجلس بود. پس از آن به عنوان ریاست کمیسیون شوراها در مجلس به ایفای مسئولیت پرداخت.